# Benk (Ungarn)
Benk ist eine ungarische Gemeinde im Kreis Záhony im Komitat Szabolcs-Szatmár-Bereg.

## Geografische Lage
Benk liegt im Nordosten Ungarns, gut 12 Kilometer südöstlich der Kreisstadt Záhony, ungefähr einen Kilometer westlich der Theiß. Nachbargemeinden sind Tiszamogyorós, Mezőladány und Mándok.

## Geschichte
Im Jahr 1907 gab es in der damaligen Kleingemeinde 79 Häuser und 577 Einwohner auf einer Fläche von 1412 Katastraljochen. Sie gehörte zu dieser Zeit zum Bezirk Tisza im Komitat Szabolcs.

## Sehenswürdigkeiten
- Reformierte Kirche, erbaut in der ersten Hälfte des 19. Jahrhunderts

## Verkehr
Benk ist nur über die Nebenstraße Nr. 41108 zu erreichen. Es bestehen Busverbindungen über Mándok nach Tiszamogyorós sowie über Mezőladány und Jéke nach Kisvárda. Der nächstgelegene Bahnhof befindet sich ungefähr drei Kilometer nordwestlich in Mándok.